# کریس ویلکینسون
 کریس ویلکینسون (انگلیسی: Chris Wilkinson؛ زاده ۵ ژانویهٔ ۱۹۷۰) یک تنیس‌باز اهل بریتانیا است.